# Forte de São José (Cabo da Praia)

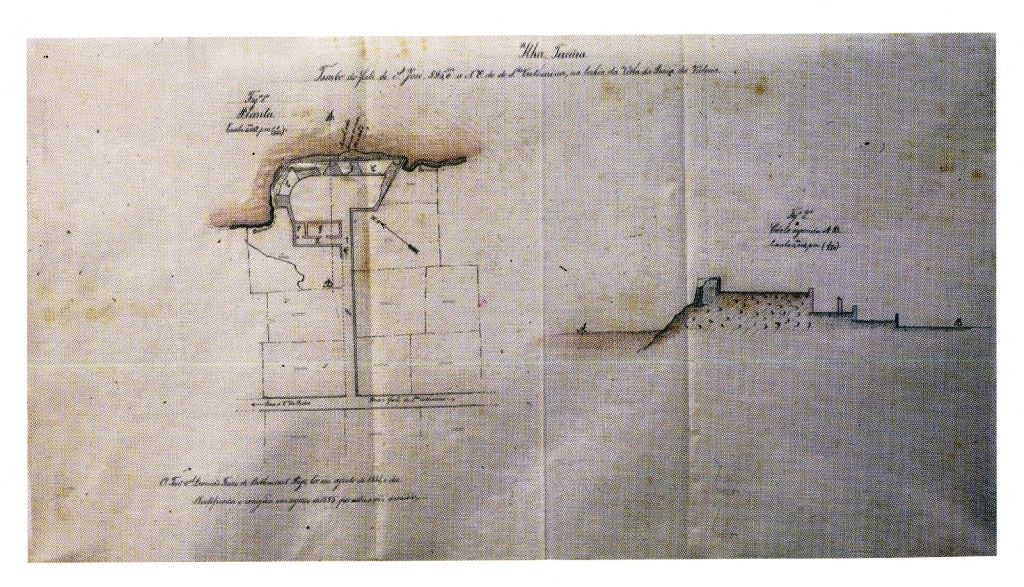
Planta do Forte de São José (Damião Pego, Agosto de 1881).

O Forte de São José localizava-se na freguesia do Cabo da Praia, concelho da Praia da Vitória, na costa oeste da ilha Terceira, nos Açores.
Em posição dominante sobre este trecho do litoral, constituiu-se em uma fortificação destinada à defesa deste ancoradouro (atual Porto Oceânico da Praia da Vitória) contra os ataques de piratas e corsários, outrora frequentes nesta região do oceano Atlântico. Cruzava fogos com o Forte de Santa Catarina e com o Forte de São Caetano.

## História
Embora pouco se conheça acerca da sua história, uma vez que não se encontra expressamente mencionado por Gaspar Frutuoso e nem por Francisco Ferreira Drummond. Este último refere que, em 1581, no contexto da crise de sucessão de 1580 o então corregedor dos Açores, Ciprião de Figueiredo e Vasconcelos, mandou edificar mais doze fortes "além do de Santa Catarina", na baía da Praia ("Anais da Ilha Terceira"). Estudos mais recentes, a partir da análise dos materiais empregados na sua construção, indicam entretanto, que a sua construção não deve remontar ao século XVI.
Também não se encontra relacionado entre os fortes inspecionados pelo Sargento-mor Engenheiro João António Júdice em 1767, nem do Ajudante de Ordens Manoel Correa Branco em 1776.
O seu nome consta na relação dos fortes recuperados pelo Capitão-general dos Açores, Francisco António de Araújo e Azevedo, quando este determinou reparar as fortificações desta linha defensiva, entre os anos de 1818 e 1820. Terá sido erguido com projeto e sob a direção do engenheiro militar, José Rodrigo de Almeida, ao tempo coronel de Milícias da Vila da Praia.
No contexto da Guerra Civil Portuguesa, quando da batalha da Praia (11 de agosto de 1829), consta ter sido o que mais danos causou à capitânia absolutista, a nau "D. João VI".
A "Relação" do marechal de campo Barão de Bastos em 1862 localiza-o na vila da Praia da Vitória e informa:
"As muralhas precizão d'algumas reparações; o alojam.to está inabitavel, p. que d'elle só existem as paredes, as quais estão em bom estado; acha-se já approvado o compet.e orçamento, e não tem sido posto em execução por falta de meios pecuniários."
Quando do Tombo de 1881 encontrava-se abandonado há mais de cinquenta anos e bastante deteriorado, para o que contribuíram os grandes canaviais que o circundavam por três das suas faces.
No ano de 1885, ainda segundo documentos de retificação ao tombo anterior, tinha ocorrido a derrocada de parte dos merlões e das canhoneiras.
Hoje em dia encontram-se vestígios desta estrutura, junto à zona industrial do Cabo da Praia, sinalizados com uma bandeira em haste.

## Características
Apresenta planta irregular, em alvenaria grossa argamassada, assente sobre barreiras, com uma área de 641 metros quadrados. Por se encontrar a alguma distância do mar, manteve-se relativamente preservado ao longo dos séculos.
Em seus muros rasgavam-se quatro canhoneiras. Era acedido por uma rampa, que também dava passagem à Casa da Guarnição e ao paiol.